# Balthazar (gruppo musicale)
I Balthazar sono un gruppo musicale belga formatosi nel 2004 a Courtrai.

## Storia del gruppo

### Gli inizi: 2004-2009

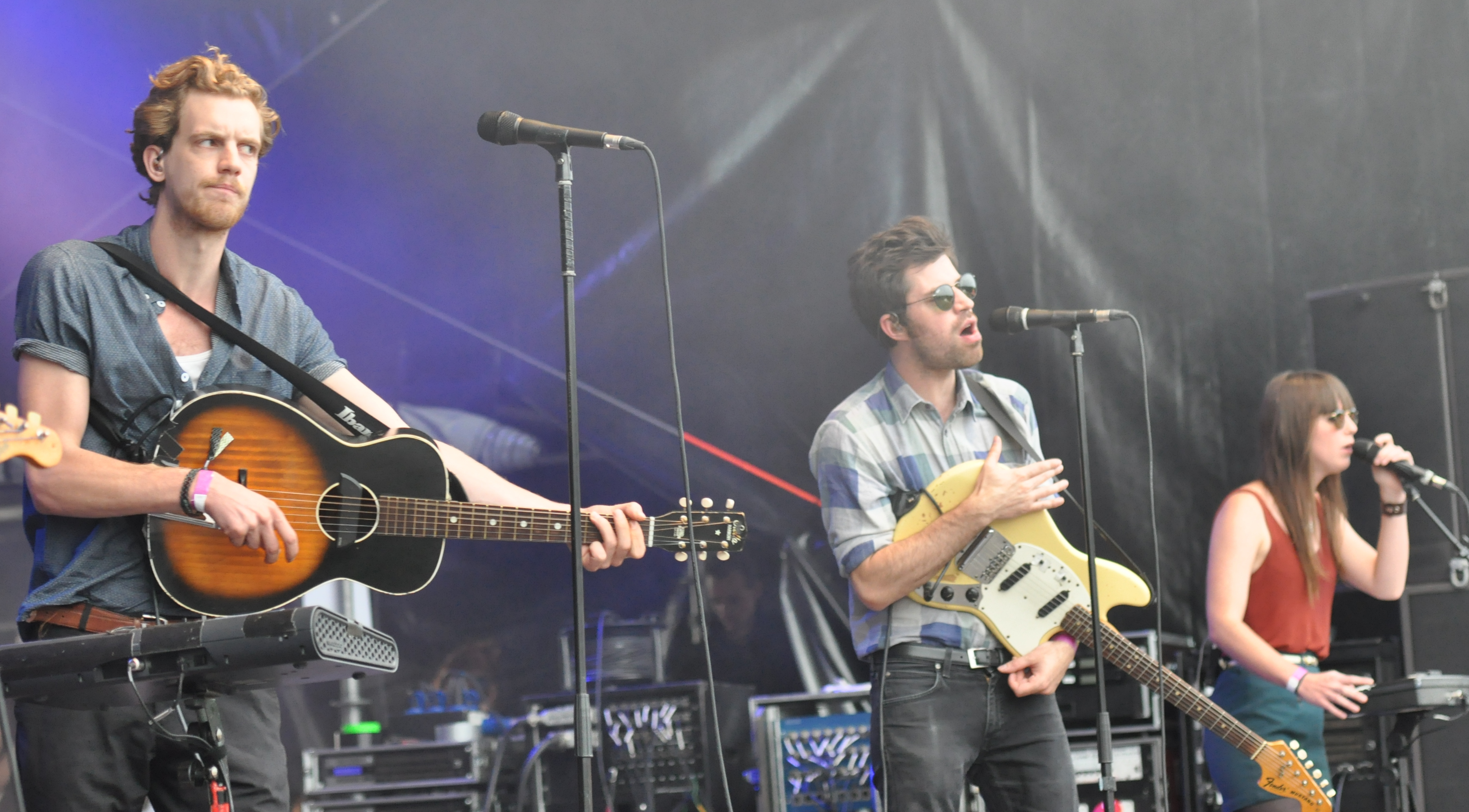
I tre membri fondatori. Da sinistra: Maarten Devoldere, Jinte Deprez e Patricia Vanneste

La primissima formazione del gruppo comprendeva: Maarten Devoldere, Patricia Vanneste e Jinte Deprez, polistrumentisti poco più che diciottenni conosciutisi suonando in strada ai tempi del liceo, che iniziarono ad affermarsi in breve tempo vincendo il contest per giovani talenti Kunstbende nel 2005, e alcuni premi minori locali. Dopo aver seguito nel 2006 un corso di produzione musicale al Royal Conservatory di Gand, pubblicano l'EP omonimo che apre il tour nazionale, cui prendono parte anche il batterista Koen Verfaillie e il bassista Joachim Quartier, sostituiti l'anno successivo rispettivamente da Christophe Claeys e Simon Casier. Tuttavia debuttano nelle classifiche solo nel 2007, quando il loro primo singolo This is a Flirt, presentato al Dour festival, viene trasmesso dall'emittente belga Radio 1, accrescendo notevolmente la notorietà del gruppo. Tra il 2008 e il 2009 i Balthazar superano per la prima volta i confini nazionali, suonando sia nei paesi europei più vicini che in Sudafrica, dove inizierà la composizione del primo album in studio Applause.

### Il primo album: 2010-2011
Come per il disco successivo, anche la produzione di Applause, uscito il 22 marzo 2010, è curata da Maarten Devoldere e Jinte Deprez, allora entrambi ventiduenni. L'album di debutto segna l'inizio dell'effettiva fama del gruppo in Belgio: raggiunge le vette di molte classifiche nazionali, quali Focus Knack, De Morgen, e OOR magazine, e vince il titolo di miglior album ai Music Industry Awards. Già l'estate successiva inizia il tour, diretto dapprima ad alcuni festival come Rock Werchter e Pukkelpop, e poi, in autunno, in molti club nazionali, dove viene registrato il sold out. Fino al 2011 il gruppo suona in molti locali prestigiosi del Belgio e dei Paesi Bassi, come l'Ancienne Belgique e il Paradiso di Amsterdam, dopodiché il tour si estende a gran parte dell'Europa. Per la prima volta nella loro carriera suonano anche oltreoceano, a New York.

### Rats: 2012
Il 15 ottobre 2012 è la volta di Rats, il secondo album in studio, e il primo pubblicato da PIAS. Anch'esso accolto positivamente da critica e pubblico, viene insignito di un Music Industry Award per il miglior album del 2012, appellativo affibbiatogli anche dal quotidiano francese Libération.

### Thin Walls e il periodo di stallo: 2015 - 2018
Il 26 gennaio 2015 viene pubblicato Then What, singolo che precederà la pubblicazione di Thin Walls, primo disco di cui i Balthazar non curano personalmente la produzione, affidata invece a Ben Hiller (collaboratore fra gli altri dei Depeche Mode e dei Blur) e Jason Cox (produttore anche dei Massive Attack e dei Gorillaz). L'album riscuote un buon successo: riceve una nomination agli Independent Music Companies Association per la categoria Album of the Year, conquista il primo posto per quattro settimane consecutive nella classifica De Afrekening e inaugura un lungo tour, che ricopre città europee quali Francia, Regno Unito, Italia, Svizzera e Ucraina, ed extraeuropee come la Turchia. A maggio 2015, conclusosi il tour, la band rende pubblica la scelta di fermarsi per qualche anno, ritenendo che l'eccessiva pressione dovuta al loro successo inibisse la creatività e rendesse meccanico il processo di songwriting. Durante la pausa i componenti continuano comunque a produrre musica sotto altri alias: i due fondatori Maarten Devoldere e Jinte Deprez hanno per esempio dato vita rispettivamente ai progetti musicali Warhaus e J. Bernardt (entrambi con almeno un album all'attivo), mentre il bassista Simon si è dedicato a sonorità lo-fi con lo pseudonimo di Zimmerman. Nonostante l'inattività, i Balthazar mantengono la loro influenza sul suolo nazionale, vengono infatti usate due canzoni estratte da album precedenti (The Man Who Owns The Place e True Love) come sigle di apertura delle prime due stagioni di La Trêve, serie tv belga arrivata in italia con il titolo La Tregua.

### Dal 2019 a oggi

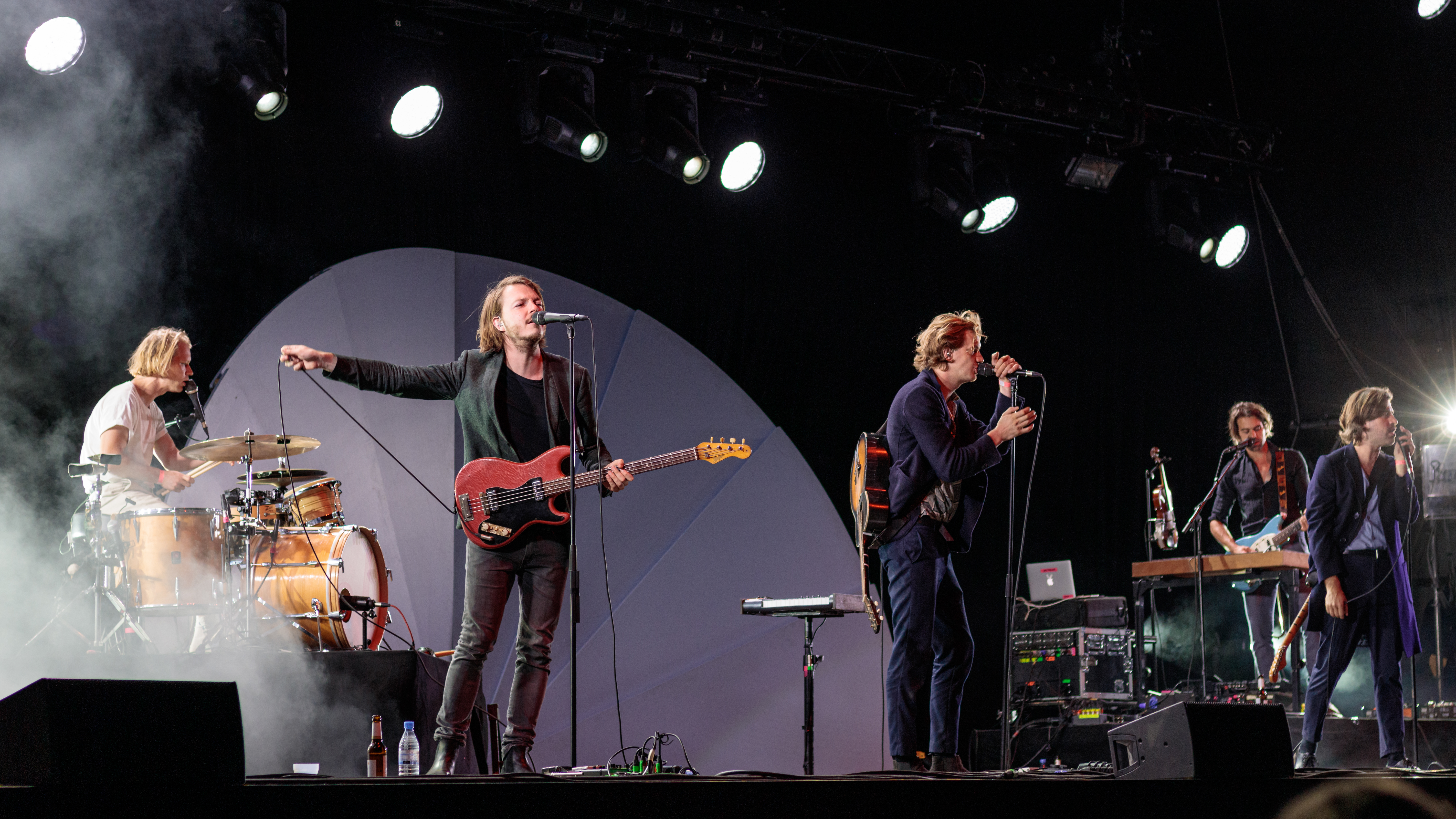
I Balthazar in concerto in Germania nel 2019

L'album che segna la ripartenza è Fever, uscito a gennaio 2019, nella cui formazione non è più presente Patricia Vanneste, componente storica e cofondatrice, bensì Tijs Delbeke, attuale tastierista e violinista. Sebbene il gruppo sia sempre stato definito convenzionalmente indie pop, con l'ultimo album le sonorità si fanno più disco e dance, lontane dalle influenze rock dei primi lavori. Anche il tono è radicalmente diverso: la malinconia dei dischi passati lascia spazio a canzoni divertenti e spumeggianti, complici anche le energie rinnovate dalla pausa. Il 29 ottobre 2020 sul sito ufficiale di PIAS, l'etichetta discografica che ha pubblicato la maggior parte dei loro dischi, viene annunciato Sand, la cui uscita è prevista per il 26 febbraio 2021. La tracklist è stata già resa pubblica dai Balthazar stessi, in essa sono presenti i due singoli lanciati nel 2020: Halfway (uscito a inizio febbraio) e Losers (uscito a fine ottobre).

## Formazione

### Formazione attuale
- Maarten Devoldere – voce, chitarra, pianoforte (2004 - 2015; 2018 - presente)
- Jinte Deprez – voce, chitarra (2004 - 2015; 2018 - presente)
- Simon Casier – basso (2007 - 2015; 2018-presente)
- Michiel Balcaen – batteria (2015; 2018 - presente)
- Tijs Delbeke – tastiere, violino, chitarra, trombone (2018 - presente)

### Ex componenti
- Joachim Quartier – basso (2006 - 2007)
- Koen Verfaillie – batteria  (2006 - 2007)
- Christophe Claeys – batteria (2007 - 2014)
- Patricia Vanneste – voce, violino, tastiere, sintetizzatori (2004 - 2015)

## Discografia

### Album
- 2010 – Applause
- 2012 – Rats
- 2015 – Thin Walls
- 2019 – Fever
- 2021 – Sand

### EP
- 2006 – Balthazar
- 2016 – Wait Any Longer: Live EP
- 2021 – Sand Castle Tapes (Live)

### Singoli
- 2007 – This Is a Flirt
- 2008 – Bathroom Lovin': Situations
- 2009 – Fifteen Floors
- 2010 – I'll Stay Here
- 2011 – The Boatman
- 2012 – The Oldest of Sisters
- 2012 – Do Not Claim Me Anymore
- 2013 – Sinking Ship
- 2014 – Leipzig
- 2015 – Then What
- 2015 – Bunker
- 2015 – Nightclub
- 2018 – Fever
- 2018 – Entertainment
- 2019 – I'm Never Gonna Let You Down Again
- 2019 – Wrong Vibration
- 2019 – Changes
- 2020 – Halfway
- 2020 – Losers
- 2020 – Won't Come Around
- 2021 – On A Roll
- 2021 – I Want You (Sand Castle Tapes)
- 2022 – Linger On (Roosevelt Remix)

## Premi e riconoscimenti
| Anno | Premio                                           | Categoria                      | Risultato       |
| ---- | ------------------------------------------------ | ------------------------------ | --------------- |
| 2005 | Kunstbende                                       | Muziek                         | Vincitore/trice |
| 2006 | Humo's Rock Rally                                | Audience award                 | Vincitore/trice |
| 2011 | MIA (Music Industry Awards)                      | Best Album (Applause)          | Vincitore/trice |
| 2012 | MIA (Music Industry Awards)                      | Best Album (Rats)              | Vincitore/trice |
| 2015 | IMPALA (Independent Music Companies Association) | Album of the Year (Thin Walls) | Candidato/a     |